# Hort von Damanhur
Als Hort von Damanhur (IGCH 1664) wird ein von Unbekannten ausgegrabener Münzschatz aus der Zeit der makedonischen Herrschaft in Ägypten bezeichnet, dessen Münzen ab Ende 1905 zuerst in Damanhur auftauchten.

## Fundkontext
Die genauen Fundumstände sind unbekannt. Wahrscheinlich wurde der Fund von Einheimischen gemacht. Da die Münzen nach ihrer Entdeckung in die Hände von Händlern in Demanhur gelangten, woher der Fund auch seinen Namen bekam, ist der Fundort wohl in Demanhur bzw. dessen näherer Umgebung zu suchen.
Der Schatzfund von Demanhur kann etwa auf das Ende des Jahres 1905 datiert werden, da in diesem Zeitraum örtliche Gerüchte über einen Fund auftauchen.

## Erhaltung
Der Erhaltungszustand der einzelnen Münzen ist sehr gut. Alle Münzen zeigen leichte Oxidationen und Verunreinigungen. Die Ablagerungen auf den Münzen beweisen, dass der Münzfund in Keramikgefäßen untergebracht war. Nur einige wenige Münzen zeigen einen sehr starken Grad der Korrosion. Vermutlich stammen sie aus einem Gefäß, welches zerbrochen war, wodurch Wasser und Mineralien aus der Umgebung eindringen konnten.

## Inhalt
Der Fund wurde nach seiner Bergung aufgeteilt und auf dem freien Markt verkauft. Somit konnte man bei den Untersuchungen nur auf Münzen, welche im gleichen lokalen Umfeld angekauft wurden, ähnlich korrodiert und beschädigt waren, eingehen. Das Kriterium der im gleichen lokalen Umfeld angekauften Münzen gibt bei diesem Münzschatz den Ausschlag und half bei der Zuweisung der nun 4826 Münzen, die sicher aus dem Fund bei Damanhur stammten. Die Münzen sind heute auf verschiedene Sammlungen verteilt.
Die Münzen werden ihren Prägeorten und dabei den neun großen Prägegebieten unter Alexander dem Großen und Philipp III. Arrhidaios zugeordnet. Diese neun Regionen sind Makedonien, Griechenland, Kleinasien, Kilikien, Zypern, Syrien mit Phönizien, Ägypten und Babylonien. Die Unterteilung ergibt sich aufgrund von Prägeorterwähnungen und der unterschiedlichen Güte des Materials. 

### Makedonien
Aus Makedonien stammen 1638 Münzen und damit die größte Gruppe (34 %) innerhalb der Hortes von Damanhur. Die Münzen lassen sich den beiden größten Prägeorten Makedoniens, Amphipolis und Pella, zuordnen.
In den Münzserien von Amphipolis kann man die kontinuierliche Nutzung des Vorderseitenstempels erkennen. Der Stempel wurde weiter benutzt und lässt Abnutzungsspuren erkennen. Der Münzprägegrad hat sich in dieser Zeit nur gering verändert und verfeinert. Ab 325 v. Chr. wird ΑΛΕΞΑΝΔΡΟΥ ΒΑΣΙΛΕΩΕ („König Alexander“) auf die Münzen geprägt. Der Hauptteil der Münzen aus Amphipolis wurde zwischen 336 und 323 v. Chr. gefertigt.
Weitere Münzen, welche eine große Ähnlichkeit mit den Münzen aus Amphipolis besitzen, werden Pella, dem zweiten großen Prägeort in Makedonien zugeschrieben. Anders als in Amphipolis war in Pella nur ein Magistrat für die Münzprägung zuständig. Da Münzen aus Pella  häufiger im Inland von Makedonien gefunden werden und Münzen aus Amphipolis in Münzfunden im „Ausland“ vermehrt auftauchten, wurde eine Einteilung vorgenommen. Münzen aus Pella wurden wahrscheinlich aufgrund ihrer unfeineren Bearbeitung im Inland von Makedonien benutzt, während die hochwertigeren Amphipolismünzen für den Handel bestimmt waren. Die Münzen aus Pella zeigen im Schatzfund kaum Benutzungsspuren, weshalb man davon ausgeht, dass sie, ohne im Umlauf zu sein, in den „Demanhur Hoard“ gelangten.

### Phönizien
Aus Phönizien stammen 713 Münzen, was einem Anteil von 15 % des Fundes entspricht. In Phönizien waren sechs verschiedene Orte für die Münzprägungen des makedonischen Königs zuständig. Aus Berytus und einem weiteren unbekannten Prägeort stammen drei Münzen. Carne lieferte zwei Münzen. Aus Arados stammen 216 Münzen. Diese konnten auf Grund ihres Stempeldesigns nicht Sidon oder Ake zugeordnet werden. Diese beiden Prägeorte werden auf Grund der Datierung genauer betrachtet. 
Aus Sidon stammen 112 Münzen. In den ersten zwei Jahren wurde der Stadtname mit phönizischen Buchstaben auf die Münzen geprägt. Danach standen griechisches Σ oder ΣΙ für die Stadt. Ab 320 v. Chr. wurde der Name des Philipp Arrhidaios’ anstelle von Alexanders Namen auf die Münze geprägt. Auf die Münzen von Sidon wurden griechische Nummern geprägt, welche das Prägejahr seit Beginn der Prägung von Alexandermünzen angibt. Sidonische Münzen aus dem Jahr 323 v. Chr. fehlen. Auch in anderen Münzfunden, welche Münzen aus Sidon beinhalten, fehlt dieses Prägejahr. Man geht davon aus, dass die Umstellung von phönizischer auf griechische Nummerierung das Problem war. Die meisten Münzen stammen mit genau 206 Stück aus Ake, wo es unter den Persern keine Münzprägung gab. Letztere prägten ihre Münzen in Tyros. Erst Alexander ließ einen Prägemeister von Sidon in Ake ansiedeln. In Ake gab es somit nur immer einen Münzmagistraten. Am Anfang gab es auf den Münzen nur das Zeichen des Magistraten, danach, erst ab 327–326 v. Chr., erschienen die Buchstaben der Stadt.

### Babylonien
Aus Babylon stammen 629 Münzen. Das sind 13 % im Münzfund. Wahrscheinlich war die Stadt unter der persischen Herrschaft schon ein Prägeort, doch nachdem Alexander der Große die Stadt einnahm, wurde Babylon zum wichtigsten Prägeort nach Makedonien. 
Babylon war der wichtigste Handelsplatz im Osten. Dies blieb er bis 300 v. Chr., als Alexandria in Ägypten an Macht gewann. Somit war die Bedeutung der Stadt als Prägeort enorm.
Der „Demanhur Hoard“ enthält eine große Ansammlung von Münzen aus den ersten zwölf Prägejahren aus Babylon.

## Datierung der Vergrabung
Die Vergrabung des Münzfundes ist anhand der darin enthaltenen Münzen auf ein Jahr genau datierbar. Zur Datierung dient die Münzserie von Sidon. Aufgrund der lückenlosen Serie von Sidon bis zur Prägung mit Ο geht man davon aus, dass dieses Prägejahr das letzte im Hort von Demanhur enthaltene Jahr der Serie war. Ο benennt das 15. Jahr der Prägung in dieser Serie. Somit wurden seit 15 Jahren die Münzen in Sidon im Münzprogramm des Alexanders geprägt. Aus diesem Prägejahr sind 33 Münzen im Fund enthalten.
Der Beginn der Alexanderprägungen in Sidon wird ins Jahr 333 v. Chr. datiert. Alexander der Große ließ sicherlich die Münzprägung in den neu besetzten Gebieten zeitlich schnell umstellen. Sein Prestigegewinn durch sein Abbild auf den Münzen und sein Bedarf an Gold für den Feldzug werden dazu geführt haben, dass Sidon, kaum unter Alexanders Herrschaft, mit der Prägung von seinen Münzen begonnen hat. Damit wird die Münzprägung in Sidon 333 v. Chr. begonnen haben. Geht man nun vom Ο aus, so kommt man auf das 15. Jahr der Prägung ab 333 v. Chr. Das Prägejahr in Sidon ging vom 1. Oktober des Jahres bis zum 30. September des darauffolgenden Jahres. Somit ergibt sich als Prägezeit für die letzten Münzen aus Sidon im „Hort von Demanhur“ der 1. Oktober 319 v. Chr. bis 31. September 318 v. Chr.
Da die Münzen aus Sidon fast ungebrochen in ihrer Serie und kontinuierlich im Münzfund vertreten waren, wird das Fehlen der mit griechischen 16 geprägten Münzen darauf schließen lassen, dass der „Hort von Demanhur“ davor vergraben wurde. 
Im Zeitraum von 327–326 v. Chr. wurde vom vorherrschenden Dynasten sein Regierungsjahr auf die Münzen aus Ake gestempelt. Damit wurde ab dem 20. Lebensjahr des Herrschers gezählt. Der letzte Münzstempel der Stadt, der im „Hort Demanhur“ beinhaltet ist, zeigt dessen 29. Lebensjahr an und wird damit auf „319–318 v. Chr.“ datiert. Da diese Münzserie ebenso zahlreich und kontinuierlich im Münzfund vertreten ist, wie die Münzserie aus Sidon, geht man davon aus, dass vor dem mit 30. beprägten Münzjahr der Fund vergraben sein musste.
Durch diese Stempeldatierungen wird es deutlich, dass die Münzen des „Hort von Demanhur“ zwischen Ende 319 und Ende 318 v. Chr. vergraben wurden.

## Gründe der Vergrabung
Die Münzen besaßen damals einen hohen Gegenwert, weshalb ihre Vergrabung und ihr Verbleib im Boden sicher nicht ohne Grund geschahen. 
Da der genaue Fundort des Münzschatzes weiterhin nicht geklärt werden konnte, sind die Gründe der Vergrabung genauso unbekannt und spekulativ. 
Aus der damaligen Zeit, 319–318 v. Chr., kann man keine politischen Unruhen in diesem Teil von Ägypten feststellen. Die militärischen Aktionen des ägyptischen Diadochen Ptolemaios I. spielten sich 319 bis 318 in den Gebieten von Zypern und in dem heutigen Syrien und Israel ab. Der Aufstieg von Eumenes in Phönizien betraf Küstenstädte. Sein Aufbau einer militärischen Flotte wäre nur bedingt eine Bedrohung für das Nildelta geworden. Da diese Pläne des Eumenes scheiterten, kann man auch hier keine wirkliche Bedrohung erkennen.
Eine Vergrabung wegen innerpolitischer Schwierigkeiten oder persönlicher Gründe ist ohne Kenntnis des Fundorts als Grund nicht haltbar und kann nur als Möglichkeit aufgezeigt werden. Auch der ehemalige Besitzer der Münzen ist unbekannt und kann nicht identifiziert werden. Damit werden alle Überlegungen über die Gründe der Vergrabung spekulativ.